# Édouard-Léon Scott de Martinville
Edouard-Leon Scott de Martinville (25. april 1817 i Paris – 26. april 1879 i Paris) var en fransk trykker, bibliotekar og boghandler. 
Han opfandt det ældst kendte apparat til lydoptagelse, en såkaldt fonoautograf i 1857. 
Scott fik patent på sin fonoautograf den 25. marts 1857.
Fonoautografen var kun i stand til at skabe visuelle billeder af lydoptagelsen og kunne altså ikke gengive den optagne lyd. Scott byggede adskillige apparater med hjælp fra en lokal musikinstrumentmager, Rudolph Koenig. Hans opfindelse blev brugt til videnskabelige undersøgelser af lydbølger. 